# Christian Lothary

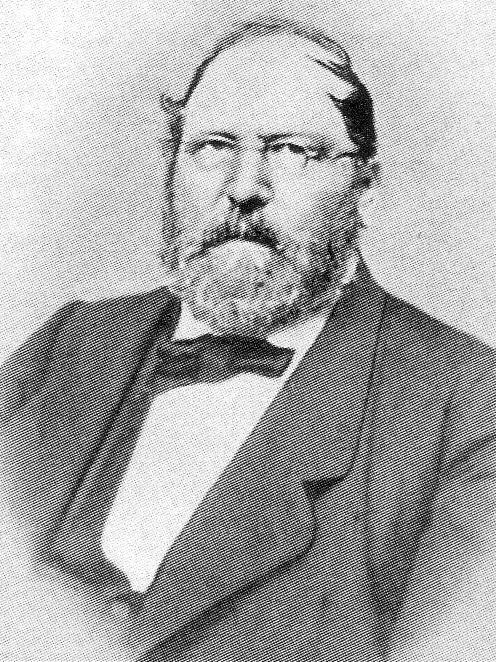
Christian Lothary, um 1860

Christian Lothary (* 22. Dezember 1814 in Mainz; † 8. Dezember 1868 in Weisenau bei Mainz) war ein deutscher Unternehmer und Politiker. Er gründete das Zementwerk Weisenau und war von 1862 bis 1866 Abgeordneter der 2. Kammer der Landstände des Großherzogtums Hessen.

## Leben
Lothary war die Personifizierung dessen, was man heute einen Selfmademan nennen würde. Er entstammte einer einfachen Bauhandwerkerfamilie, die 1749 nach Mainz zugezogen war, und war der Sohn des Geometers Georg Joseph Lothary und dessen Ehefrau Margarete Walburge geb. Bauer. Als einfacher Bauhandwerker gründete Lothary 1838 schon mit 24 Jahren ein Bauunternehmen, das 1839 bei den städtischen Behörden eingetragen war. Im gleichen Jahr beteiligte er sich an der Gründung des Mainzer Carneval-Vereins, wie schon zuvor der Mainzer Ranzengarde. Akzente setzte er als Auftraggeber und Erbauer der Stadtviertel um die Schönbornstraße und den Kästrich in Mainz. Darüber hinaus führte er mit seinem Unternehmen auch Zimmerer-, Schreiner- und Schlosserarbeiten aus, weshalb er trotz des aufgehobenen Zunftzwangs von vielen Mainzer Handwerkern angefeindet wurde. Zudem engagierte er sich in den Revolutionsjahren 1847/1848 auch in der Politik und wurde Mitglied im liberalen „Demokratischen Verein“, der im weitesten Sinne sozialistische Ziele verfolgte. Im April des Jahres wurde er in das Bürgerkomitee der Stadt Mainz gewählt. Nach dem Scheitern der Revolution zog er sich wieder in die Bauwirtschaft zurück.

## Werk
Den unternehmerischen Durchbruch schaffte Lothary aber trotz der Wirren im Revolutionsjahr, als er 1847 von der Hessischen Ludwigsbahn einen größeren Auftrag für den Bau der Bahnstrecke Mainz-Worms im Bereich Weisenaus erhalten hatte. Für die Vergabe des Auftrags dürfte die Tatsache maßgebend gewesen sein, dass sein Unternehmen damals schon als Großbetrieb gelten konnte. Lothary erwarb aus naheliegenden Gründen 1849/1850 südlich von Weisenau ein Gelände in der Nähe der späteren Trasse, auf der die Schienen für die Strecke nach Worms verlegt werden sollten. Das Mainzer Becken, der östliche Abbruch des rheinhessischen Hügellandes in Richtung des Rheins ist von substanzreichen kalkhaltigen Böden gekennzeichnet und war für die Bauarbeiten Lotharys für die Bahntrasse hervorragend geeignet. Es war die Keimzelle des späteren Zementwerks. Auf dem erworbenen Terrain wurde zu dieser Zeit noch Weinbau betrieben und so wurde Lothary nebenbei auch noch Winzer mit einer Weinhandlung in Mainz, Graben 3. Es zeugt von der Vielseitigkeit Lotharys, dass er sich obendrein auch noch der chemischen Herstellung von blausaurem Kali, Berliner Blau und Wäscheblau widmete und eine Steinmetzwerkstatt betrieb, wobei dies aber nur eine kurze Periode seiner unternehmerischen Tätigkeit ausmachte.
Lotharys Hauptaugenmerk lag natürlich an der Herstellung der Baustoffe für die zu erschaffende Bahnstrecke. Dazu errichtete er 1850/1851 zwei Kalköfen, ein Wohnhaus, das als Bürogebäude und Unterkunft für den Bruchaufseher diente, dazu Pferdeställe und Remisen für die Fuhrwerke.
Nach der Fertigstellung der Bahnstrecke suchte sich Lothary neue Betätigungsfelder, zudem ihm der Raum für die im Steinbruch überschüssigen Schutt- und Abraummassen fehlten. Ihm kam der Gedanke, das Gelände zwischen der Niederterrasse des Rheins und dem Bahnkörper damit aufzufüllen, das regelmäßig überflutet war. Lothary kaufte schon 1852 das Schwemmgebiet von der hessischen Kameralbehörde zu einem günstigen Preis und wurde bis 1855 durch Aufschüttung zu einem hochwasserfreien 35 Hektar großen Areal, auf dem später der Weisenauer Güterbahnhof und das Zementwerk den endgültigen Standort fanden.
Lothary plante ab 1856 ein Eisenwerk mit fünf Hochöfen und einer Gießerei. Obwohl er 1858 den Eisenhüttentechniker Julius Römheld zur Unterstützung gewinnen konnte, kam es nicht zur Inbetriebnahme, da sich die Erzvorkommen eines zwischen Oppenheim und Monzernheim von Lothary erworbenen Geländes als nicht abbauwürdig erwiesen hatten. Römheld verlegte daraufhin seine Eisengießerei an die Peripherie des nördlichen Stadtgebiets von Mainz und gründete die noch heute florierende Eisengießerei Römheld & Moelle.
Die für die Gießerei schon errichteten Gebäude nutzte Lothary dann ab 1863 als Dampfziegelei zur Herstellung von maschinell gepressten und scharf gebrannten Ziegeln, deren Qualität die normaler Feldbrand-Ziegel weit übertraf. Für den Bau der Eisenbahnbrücke zwischen Mainz und Gustavsburg 1860, erhielt Lothary den Auftrag zur Errichtung der Pfeiler, die die Überbauten von der extra dafür gegründeten Werkstatt Gustavsburg tragen sollten. Ebenso lieferte er Kalkstein für die Mainzer Festungsbauten und die Uferbefestigungen für die damalige Rheinkorrektion. Sein Vorschlag zu einer noch weitgreifenderen Ufererweiterung wurde 1863 vom Stadtrat angenommen, aus Kostengründen jedoch nicht ausgeführt.
Der Start zum Bau einer Zementfabrik kann auf den 22. Juli 1864 datiert werden, als Lothary für die Genehmigung zur Errichtung einer Portland-Zement-Fabrik bei der Bürgermeisterei in Weisenau nachsuchte. Geplant waren zwei Schachtöfen nach englischem Muster, die die Klinker brennen sollten. Lothary hatte unterdessen mit Carl Brentano einen Techniker und Ingenieur als Teilhaber seiner Fabrik gewinnen können. Brentano verfügte über große Erfahrungen zur Herstellung von Portlandzement, die er bei der Zusammenarbeit mit Wilhelm Gustav Dyckerhoff gesammelt hatte, bevor sich beide wegen unüberbrückbarer Meinungsverschiedenheiten trennten.
Von nun an entwickelten sich die Geschäfte Lotharys, insbesondere durch den Eintritt Brentanos in die Leitung des Werks, so vorteilhaft, dass sich Lothary wieder der Politik zuwenden konnte. Als Mitglied der Hessischen Fortschrittspartei kandidierte er für den Wahlkreis Mainz-Land für die Landstände des Großherzogtums Hessen des Landtags des Großherzogtums Hessen, dessen Mitglied er als Abgeordneter von 1862 bis 1866 war. Zudem gehörte er auch dem Mainzer Stadtrat an.
Am 8. Dezember 1868 starb Lothary nach kurzer schwerer Krankheit. Er hinterließ seiner Frau Catharina Rosina Lothary geb. Jung, seinem erst zwanzigjährigen Sohn Christian und seinen beiden Töchtern Margarete Marie und Susanne ein florierendes Unternehmen. Sein Sohn Christian führte die Zementfabrik weiter.